# Giải bóng đá hạng nhì quốc gia Cộng hòa Síp 1972–73
Giải bóng đá hạng nhì quốc gia Cộng hòa Síp 1972–73 là mùa giải thứ 18 của bóng đá hạng nhì Cộng hòa Síp. APOP Paphos FC giành danh hiệu thứ 3.

## Thể thức thi đấu
Có 14 đội tham gia Giải bóng đá hạng nhì quốc gia Cộng hòa Síp 1972–73. Tất cả các đội đều thi đấu 2 trận, một trân sân nhà và một trận sân khách. Đội nhiều điểm nhất sẽ lên ngôi vô địch. Đội đầu bảng thăng hạng Giải bóng đá hạng nhất quốc gia Cộng hòa Síp 1973–74. Đội cuối bảng xuống hạng Giải bóng đá hạng ba quốc gia Cộng hòa Síp 1973–74.

### Hệ thống điểm
Các đội bóng nhận được 2 điểm cho một trận thắng, 1 điểm cho một trận hòa và 0 điểm cho một trận thua.

## Thay đổi so với mùa giải trước
Các đội thăng hạng Giải bóng đá hạng nhất quốc gia Cộng hòa Síp 1972–73
- Evagoras Paphos
- ASIL Lysi
- Aris Limassol FC

Các đội xuống hạng từ Giải bóng đá hạng nhất quốc gia Cộng hòa Síp 1971–72
- APOP Paphos FC

Các đội thăng hạng từ Giải bóng đá hạng ba quốc gia Cộng hòa Síp 1971–72
- Ethnikos Asteras Limassol
- Ethnikos Assia FC
- Omonia Aradippou
- Parthenon Zodeia

## Bảng xếp hạng
| Vị thứ | Đội                       | St. | T. | H. | B. | BT. | BB. | BT. | Đ. | Ghi chú                                                                  |
| ------ | ------------------------- | --- | -- | -- | -- | --- | --- | --- | -- | ------------------------------------------------------------------------ |
| 1      | APOP Paphos FC            | 26  | 20 | 3  | 3  | 60  | 16  | 44  | 43 | Vô địch-thăng hạng Giải bóng đá hạng nhất quốc gia Cộng hòa Síp 1973–74. |
| 2      | AEM Morphou               | 26  | 15 | 9  | 2  | 46  | 18  | 28  | 39 |                                                                          |
| 3      | Chalkanoras Idaliou       | 26  | 14 | 7  | 5  | 40  | 25  | 15  | 35 |                                                                          |
| 4      | Othellos Athienou FC      | 26  | 14 | 6  | 6  | 49  | 25  | 24  | 34 |                                                                          |
| 5      | Ethnikos Achna FC         | 26  | 13 | 5  | 8  | 51  | 33  | 18  | 31 |                                                                          |
| 6      | Ethnikos Assia FC         | 26  | 12 | 6  | 8  | 34  | 33  | 1   | 30 |                                                                          |
| 7      | Orfeas Nicosia            | 26  | 8  | 5  | 13 | 25  | 35  | −10 | 21 |                                                                          |
| 8      | Ethnikos Asteras Limassol | 26  | 8  | 5  | 13 | 26  | 49  | −23 | 21 |                                                                          |
| 9      | Omonia Aradippou          | 26  | 5  | 10 | 11 | 21  | 29  | −8  | 20 |                                                                          |
| 10     | Keravnos Strovolou FC     | 26  | 7  | 6  | 13 | 31  | 44  | −13 | 20 |                                                                          |
| 11     | Parthenon Zodeia          | 26  | 5  | 10 | 11 | 22  | 34  | −12 | 20 |                                                                          |
| 12     | PAEEK FC                  | 26  | 7  | 6  | 13 | 25  | 40  | −15 | 20 |                                                                          |
| 13     | ENAD Ayiou Dometiou FC    | 26  | 6  | 5  | 15 | 23  | 40  | −17 | 17 |                                                                          |
| 14     | AEK Ammochostos           | 26  | 4  | 5  | 17 | 21  | 53  | −32 | 13 | Xuống hạng Giải bóng đá hạng ba quốc gia Cộng hòa Síp 1973–74.1          |

Hệ thống điểm: Thắng=2 điểm, Hòa=1 điểm, Thua=0 điểm